# Pala di Fiesole
La Pala di Fiesole  est une peinture en tempera sur panneau de bois de Fra Angelico, réalisée en 1422-1423 pour l'église du couvent San Domenico de Fiesole.
Elle offre la particularité d'avoir été remaniée par Lorenzo di Credi en 1501 lors de la « modernisation » de l'église.

## Historique
Probablement la plus ancienne peinture qui nous soit parvenue de Fra Angelico, elle fut probablement installée vers 1424-1425 après la réalisation de la nappe d'autel ; elle dut comporter à l'origine un fond doré dont Lorenzo di Credi modernisa le fond en y rajoutant un paysage en 1501, après le rassemblement, de ce qui devrait être, à l'origine, un triptyque dans lequel, la Vierge trônant était séparée des saints latéraux, eux-mêmes surmontés de médaillons en tondo, les trois panneaux se terminant  en pinacle à arc brisé vers le haut. De même, il surajouta un dais et un drap d'honneur masquant partiellement le trône de la Vierge.
Ce fut d'abord le retable du maître-autel de l'église, séparé des fidèles par un jubé, à destination principale et directe des moines du couvent, agenouillés dont le regard était à la hauteur de la prédelle. Il fut déplacé ensuite dans la première chapelle à gauche.

## Thème
C'est une Madonna con il Bambino e i santi Tommaso d'Aquino, Barnaba, Domenico e Pietro martire soit une Vierge en majesté trônant avec l'Enfant Jésus et accompagnée d'anges ; entourée de saints groupés, c'est aussi une conversation sacrée.
Destinée à un édifice dominicain (dédié à la Vierge en hyperdulie) les saints fondateurs de l'ordre y sont présents.

## Description

### Panneau central

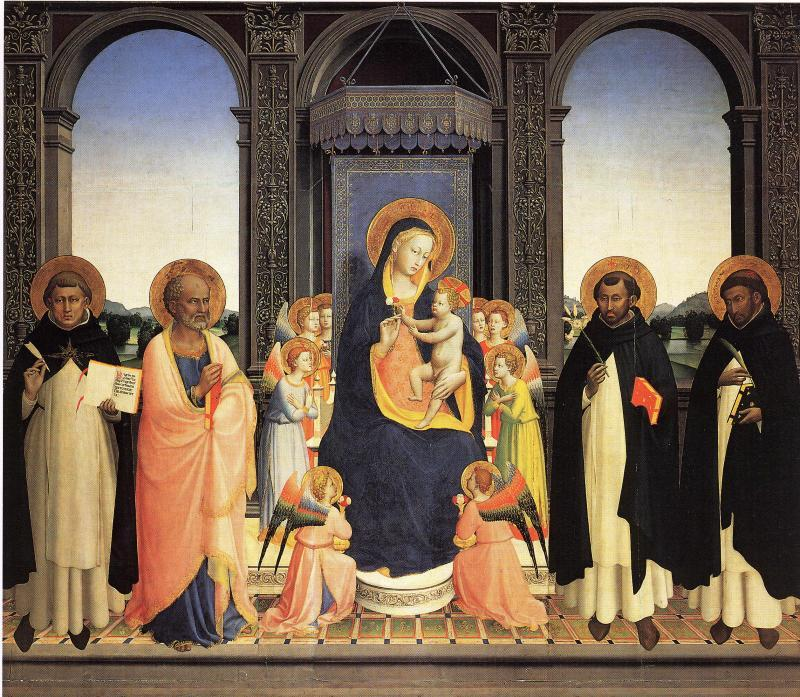

La Vierge à l'Enfant trône au centre assise sur un siège posé sur une estrade à embase ronde centrale et un dallage marqué de rouge. Elle est entourée d'anges aux ailes polychromes dont la taille est minorée ; leurs robes alternent de rose clair, de pourpre, de bleu, de vert malachite.
De part et d'autre des saints portent leurs attributs : 
- à gauche : saint Thomas d'Aquin et saint Barnabé,
- à droite : saint Dominique et saint Pierre martyr,

À L'exception de Jésus qui porte une auréole elliptique à croix rouge, les autres figures saintes portent une auréole circulaire, pleine, sans perspective.
Au tout premier plan, Le bord architectonique d'une corniche marque le passage entre un  parterre d'herbes et le sol carrelé.
La « modernisation » de Lorenzo di Credi place ce premier plan devant trois voûtes séparées par des pilastres décorés d'entrelacs. Un paysage lacustre est discernable par les ouvertures latérales dans le bas d'un grand ciel dégradé de bleu.

### Prédelle
Les cinq panneaux de la prédelle sont conservés à la National Gallery de Londres (ainsi qu'un tondo de la cimaise représentant San Romolo).
Y figurent trois cents personnages (anges, prophètes, saints du Nouveau Testament, dominicains tutélaires) encadrant le Christ ressuscité en rédempteur, probablement le seul panneau de la main du maître, les autres étant sûrement de la main de son frère Benedetto.
Les panneaux latéraux comportent vindt-quatre frères dominicains bienheureux tournés vers le Christ et le tabernacle qu'on posait alors  au centre entre la prédelle et le panneau central.
Cristo risorto adorato da santi, profeti e membri dell'Ordine domenicano

### Pilastres
Des saints des pilastres et des petits panneaux décoratifs ne sont connus qu'au nombre de quatre : deux sont conservés au musée Condé de Chantilly (saint Marc et saint Matthieu) et deux dans une collection privée.

## Analyse
Certains détails rappellent la formation initiale de Fra Angelico : de miniaturiste dans le filet des contours brun-rouge a tempera des personnages ; de pratiquant de la peinture byzantine dans la perspective signifiante de la taille  des anges par rapport à la Vierge et aux saints et au fond doré originel. Sa compréhension des innovations de la peinture florentine lui font, malgré ces précédents principes, maîtriser la perspective géométrique, ici ascendante, en inclinant fortement le pavage vers les fidèles agenouillés,  en remplaçant le coussin traditionnel de la Vierge par  le dessin fuyant d'un trône à accoudoirs et les visages tournés des trois-quarts des anges. Lorenzo di Credi accentuera cette stricte perspective  en masquant partiellement le paysage derrière les saints.